# Mir Hazar Khan Khoso
Mir Hazar Khan Khoso (in urdu میر ہزار خان کھوسو; Goth Azam Khan, 30 settembre 1929 – Quetta, 26 giugno 2021) è stato un politico pakistano.
È stato Primo ministro del Pakistan per un periodo provvisorio dal marzo al giugno 2013.
Dall'aprile al giugno 2013 ha anche assunto le cariche di Ministro degli affari esteri, Ministro della finanza e Ministro della difesa.